# 어깨위신경
어깨위신경(suprascapular nerve) 또는 견갑상신경(肩胛上神經)은 팔신경얼기의 위줄기에서 갈라져 나오는 신경이다. 어깨뼈에서 시작되는 근육인 가시위근과 가시아래근에 분포한다.

## 구조
어깨위신경은 C5와 C6의 앞가지가 합쳐져 형성된 위줄기에서 갈라져 나온다. 위줄기에서 갈라져 나온 뒤에는 등세모근 깊은 쪽에서 어깨목뿔근 아래힘살과 나란히 뒤목삼각을 가로지른다. 그 후에는 위가로어깨인대 아래쪽에 위치한 어깨위패임으로 들어가 어깨뼈의 위쪽 경계를 따라 어깨위관을 통과한다. 어깨위관을 통과하고 나면 가시위오목으로 들어온다. 가시위오목에서는 가시위근 깊은 쪽에서 주행하여 어깨뼈의 가시 가쪽 경계에서 굽어서 큰어깨패임을 따라 가시아래오목으로 들어간다.

## 기능
어깨위신경은 운동신경과 감각신경 성분이 혼합된 말초신경이다.

### 운동신경 분포
- 가시위근[2]
- 가시아래근 (큰어깨패임을 통해)[2]

### 감각신경 분포
- 봉우리빗장관절[2]
- 어깨관절[2]

어깨위신경은 가시위오목에서 가시위근으로 두 개의 가지를, 가시아래오목에서 가시아래근으로 두 개의 가지를 낸다.

## 임상적 중요성
- 어깨위신경이 마비되면 등의 통증과 위팔뼈 모음과 바깥돌림의 문제, 가시위근과 가시아래근의 쇠약을 일으킨다. 가시위근은 위팔의 0~15°모음을 돕고 가시아래근은 위팔의 가쪽돌림을 돕는다.
- 어깨위신경이 압박되면 어깨 통증과 국소적인 가시위근과 가시아래근의 위축을 일으킨다. 어깨위신경이 통과하는 어깨위관이 잠재적인 해부학적 포착 부위가 된다. 이곳에서 어깨위신경이 포착, 압박되면 압박 증후군이 발생할 수 있다.[1]

## 추가 이미지

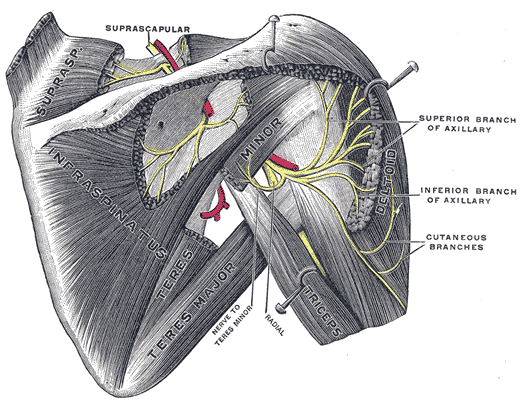
오른쪽 어깨위신경과 겨드랑신경을 뒤에서 본 그림.
척수신경을 색깔별로 구분한 팔신경얼기의 모식도.

## 참고 문헌
이 문서는 현재 퍼블릭 도메인에 속하는 그레이 해부학 제20판(1918) page 932의 내용을 기초로 작성된 글이 포함되어 있습니다.
1. 1 2  Al-Redouan, Azzat; Holding, keiv; Kachlik, David (2020). “"Suprascapular canal": Anatomical and topographical description andits clinical implication in entrapment syndrome”. 《Annals of Anatomy》 233: 151593. doi:10.1016/j.aanat.2020.151593. PMID 32898658.
2. 1 2 3 4 5  Avery, BW; Pilon, FM; Barclay, JK (November 2002). “Anterior coracoscapular ligament and suprascapular nerve entrapment.”. 《Clinical Anatomy》 15 (6): 383–6. doi:10.1002/ca.10058. PMID 12373728. S2CID 9826767.